# Березинський біосферний заповідник
Березинський біосферний заповідник (1925) — заповідник, що знаходиться в північній частині Білорусі за 120 км від Мінська в напрямку на Санкт-Петербург. Розташований на межі Вітебської та Мінської областей. Центр заповідника — в селі Домжеріци Лепельського району.
Створений для охорони рідкісних видів тварин (спочатку створювався для охорони бобрів). Входить до всесвітньої мережі біосферних заповідників ЮНЕСКО.

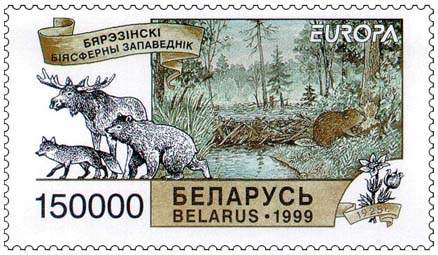
Поштова марка Білорусі

## Площа
Загальна площа — 85,5 тис. гектарів.

## Історія
У 1978 р. Березинському заповіднику було надано статус біосферного.

## Особливості ландшафту
Завдяки своєму біологічному різноманіттю та унікальності природних комплексів заповідник має виняткову значимість не тільки для Білорусі, але й для всієї Європи в цілому. Тут присутні чотири типи екосистем: ліси, болота, водойми і луки. Основним типом є ліси, що займають близько 80% території заповідника. Особливий інтерес представляють аборигенні природні лісові формації соснових, чорновільхових і пухнастоберезових болотних лісів, що існують як великі болотні масиви (від 10 до 20 тис. га).
Природні болота заповідника (Каролінське болото та ін.) займають 43 000 га, що робить його одним з найбільших болотних масивів в Європі.
Крім Березини, яка тече по заповіднику протягом 110 кілометрів і яку живлять понад 50 дрібних приток, в заповіднику є багато великих і малих озер. Серед них — Паліки (712 га), Плавно (332 га), Домжерицьке (191 га), Манец (113 га), Пострежське (40 га), Московіц (16 га). Загальна площа водойм — понад 2000 га.

## Флора і фауна
У заповіднику мешкає безліч видів рослин і тварин, частина з яких занесені до  Червоної книги (понад 30 видів рослин і близько 10 видів тварин).
Флора заповідника містить більше 50% білоруської флори: судинних рослин — 768 видів,  мохів — 216, лишайників — 198,  грибів — 463 види. Основними лісотвірними деревними породами є береза, вільха, осика, дуб черешчатий, ясен.
У заповіднику проживає 56 видів ссавців (бобер — 600 особин, лось — до 400, видра — 60, ведмідь — 25, рись  — 30, борсук — 40, зубр — 35); 230 видів птахів (скопа — 10-12 пар, чорний лелека — 20-25 пар, змієїд — 6-8, сірий журавель — 30-35 пар, а також беркут, орлан-білохвіст, пугач, сапсан, біла куріпка, дятел трипалий, золотава сивка); 10 — амфібій, 5 —  рептилій і 34 види риб.

## Музей природи
Більше 50 років у Березинському біосферному заповіднику працює Музей природи, де представлено близько 300 видів тварин. Музей відкритий для відвідувачів з вівторка по неділю.

## Пам'ятки
До історичних пам'яток заповідника відносяться стародавні кургани, Березинська водна система (один із стародавніх торгових шляхів з "варяг у греки "), залишки каналів кінця XIX століття, місця битв франко-російської війни 1812 року.